# SD Noja
Sociedad Deportiva Noja – hiszpański klub piłkarski, grający w Regional Preferente de Cantabria, mający siedzibę w mieście Noja.

## Sezony
- 4 sezony w Segunda División B
- 22 sezonów w Tercera División
- 25 sezony w Regionalnych ligach